# Mistrzostwa Azji we Wspinaczce Sportowej 2012
Mistrzostwa Azji we Wspinaczce Sportowej 2012 – 20. edycja Mistrzostw Azji we wspinaczce sportowej, która odbyła się w dniach 25–28 kwietnia 2012 w chińskim Leye.
Podczas zawodów wspinaczkowych zawodnicy i zawodniczki rywalizowali w 6 konkurencjach.

## Konkurencje
Mężczyźni
- bouldering, prowadzenie i na czas

Kobiety
- bouldering, prowadzenie i na czas

## Uczestnicy
Zawodnicy i zawodniczki podczas zawodów wspinaczkowych w 2012 roku rywalizowali w 6 konkurencjach. Łącznie do mistrzostw Azji zgłoszonych zostało 112 wspinaczy (każdy zawodnik miał prawo startować w każdej konkurencji o ile do niej został zgłoszony i zaakceptowany przez IFCS i organizatora zawodów). W klasyfikacji medalowej  mistrzostw Azji zwyciężyli Koreańczycy; zdobywając łącznie 7 medali (w tym 3 złotych, 2 srebrne oraz 2 brązowe).
| Lp.   |           | ↓ Uczestnicy – konkurencje → |    | bouldering | prowadzenie | na czas |
| ----- | --------- | ---------------------------- | -- | ---------- | ----------- | ------- |
| 1.    | Mężczyźni | 19                           | 25 | 19         |             |         |
| 2.    | Kobiety   | 16                           | 18 | 15         |             |         |
| Razem | Razem     | Razem                        | 35 | 43         | 34          |         |

## Medaliści
| Konkurencja   | Złoto                           | Srebro                          | Brąz                            |
| ------------- | ------------------------------- | ------------------------------- | ------------------------------- |
| Mężczyźni     |                                 |                                 |                                 |
| bouldering.   | Japonia · Shinta Ozawa          | Korea Południowa · Min Hyun-bin | Korea Południowa · Park Ji-hwan |
| prowadzenie.  | Korea Południowa · Min Hyun-bin | Iran · Davoud Rekabi            | Korea Południowa · Park Ji-hwan |
| wsp. na czas. | Indonezja · Rindi Sufriyanto    | Kazachstan · Sayat Bokanow      | Kazachstan · Aleksiej Mołczanow |
| Kobiety       |                                 |                                 |                                 |
| bouldering.   | Korea Południowa · Kim Ja-in    | Chiny · Renqing Lamu            | Chińskie Tajpej · Lee Hung-ying |
| prowadzenie.  | Korea Południowa · Kim Ja-in    | Korea Południowa · Han Seu-ran  | Chiny · Renqing Lamu            |
| wsp. na czas. | Chiny · Yang Wang               | Chiny · He Cuilian              | Kazachstan · Tamara Ułżabajewa  |

## Klasyfikacja medalowa
* Gospodarz zawodów został zaznaczony tym kolorem.
| Miejsce           | Reprezentacja     | Złoto | Srebro | Brąz | Razem |
| ----------------- | ----------------- | ----- | ------ | ---- | ----- |
| 1                 | Korea Południowa  | 3     | 2      | 2    | 7     |
| 2                 | Chiny             | 1     | 2      | 1    | 4     |
| 3                 | Indonezja         | 1     | 0      | 0    | 1     |
| 3                 | Japonia           | 1     | 0      | 0    | 1     |
| 5                 | Kazachstan        | 0     | 1      | 2    | 3     |
| 6                 | Iran              | 0     | 1      | 0    | 1     |
| 7                 | Chińskie Tajpej   | 0     | 0      | 1    | 1     |
| Ogółem (7 państw) | Ogółem (7 państw) | 6     | 6      | 6    | 18    |